# Vochysiaceae
Vochysiaceae là một họ thực vật hạt kín thuộc về bộ Myrtales.

## Miêu tả
Cây gỗ hay cây bụi với lá mọc đối; các hoa đối xứng hai bên mẫu (5–)6–8(–10); bầu nhụy thượng hay hạ; một nhị sinh sản; quả là dạng quả cánh hay quả nang.

## Địa sinh học
Năm/sáu trong số bảy/tám chi của họ này là bản địa Tân nhiệt đới. Các chi Erismadelphus và Korupodendron là bản địa Tây và Trung Phi.

## Lịch sử tiến hóa
Họ này có lẽ có nguồn gốc Nam Mỹ. Chi Erismadelphus được coi là đã rẽ nhánh ra khỏi chi Erisma vào khoảng 30 triệu năm trước, và phát triển tại tới châu Phi như là kết quả của phát tán khoảng cách xa.

## Hệ thống hóa
Họ Vochysiaceae có quan hệ họ hàng gần với Myrtaceae. Nói chung người ta công nhận họ này chứa 7-8 chi và khoảng 190-220 loài. Họ cũng có thể chia ra thành 2 tông như sau:
- Tông Erismeae: bầu nhụy 1 ngăn, hạ và quả cánh[1].
  - Erisma Rudge (bao gồm cả Debraea, Ditmaria): Khoảng 20 loài
  - Erismadelphus Mildbr.: 2 loài
  - Korupodendron Litt & Cheek: 1 loài (Korupodendron songweanum)
- Tông Vochysieae: bầu nhụy 3 ngăn, thượng hợp sinh và quả nang[1].
  - Callisthene Mart.: 10 loài
  - Qualea Aubl. (bao gồm cả Agardhia, Amphilochia, Schuechia): 60 loài
  - Salvertia A.St.-Hil.: 1 loài (Salvertia convallariaeodora)
  - Ruizterania Marc.-Bert.: 19 loài, tách ra từ Qualea.
  - Vochysia Aubl. (bao gồm cả Cucullaria, Salmonia, Strukeria, Vochy): 100-105 loài

Chi Euphronia trước đây đặt trong họ Vochysiaceae, là không liên quan gì tới họ này và hiện nay đứng riêng một mình trong họ Euphroniaceae, có quan hệ họ hàng gần với họ Chrysobalanaceae và cùng được đặt trong bộ Malpighiales.